# La Vraie-Croix
La Vraie-Croix é uma comuna francesa na região administrativa da Bretanha, no departamento Morbihan. Estende-se por uma área de 16,69 km². Em 2010 a comuna tinha 1 518 habitantes (densidade: 91 hab./km²).